# 田頊
田頊（1496年—？），字希古，一字太素，號秬山，福建延平府龍溪縣人，明朝政治人物。

## 生平
正德十一年（1516年）丙子科福建鄉試第四十二名舉人。正德十六年（1521年）中式辛巳科會試第二十九名，登第三甲第一百一十五名進士。歷官禮部精膳司郎中，與張治具、廖道南、王用賓、鄭善夫輩以文章相砥礪。嘉靖十四年（1535年）二月出爲湖广提学佥事。创建濂溪书院，讲授理學。遷貴州副使，以母年老力疏乞養，時年方四十餘而已。撫按交薦，五上不起。母年九十七終，田頊悲痛不己。家居三十年，絶跡城府。流賊犯境，田頊出私財招募死士環守，賊因以遁，邑人徳之。

## 家族
曾祖田趙犬；祖父田宗永；父田濡，曾任衛经历。母劉氏。重庆下。